# Estadi Municipal de la Satalia
L'Estadi Municipal de la Satalia, també conegut com a Camp Municipal de Futbol de la Satalia, és un estadi situat al barri del Poble Sec, dins del districte Sants-Montjuïc. Actualment alberga entitats històriques com la UE Poble Sec, l'Atlètic la Palma, el CE APA Poble Sec. El camp comprèn un total de 1.000 espectadors, i el terreny de joc és de gespa sintètica. El camp s'inaugurà l'any 1936 i, s'hi pot accedir pel passeig de l'exposició o pel carrer Margarit.
L'estadi rep el nom a causa de la zona al qual és situat. Aquesta zona rep el nom d'una flor que brota pels voltants de l'estadi i és molt comuna.